# Calocitta formosa

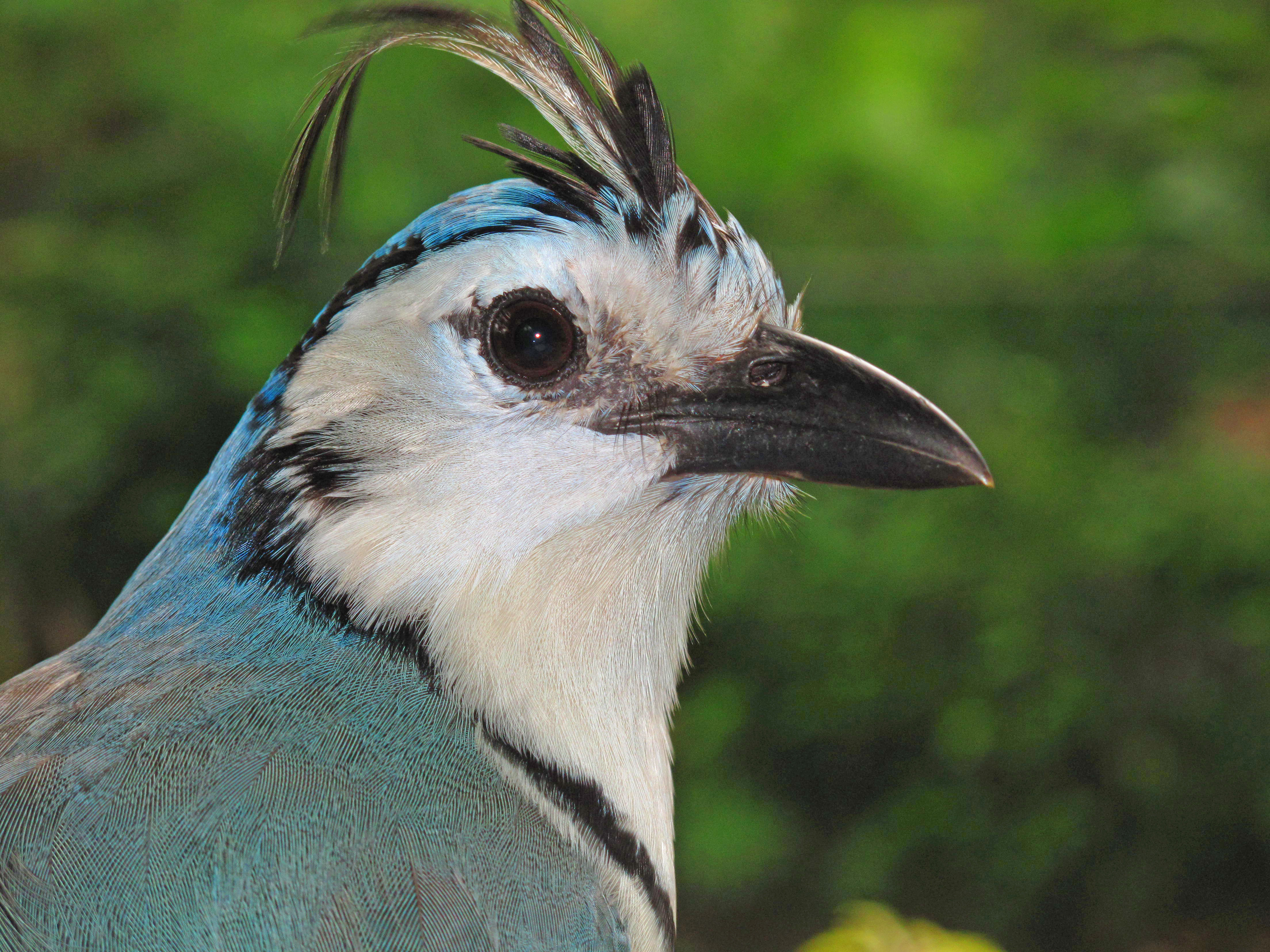
Detalle de la cabeza.

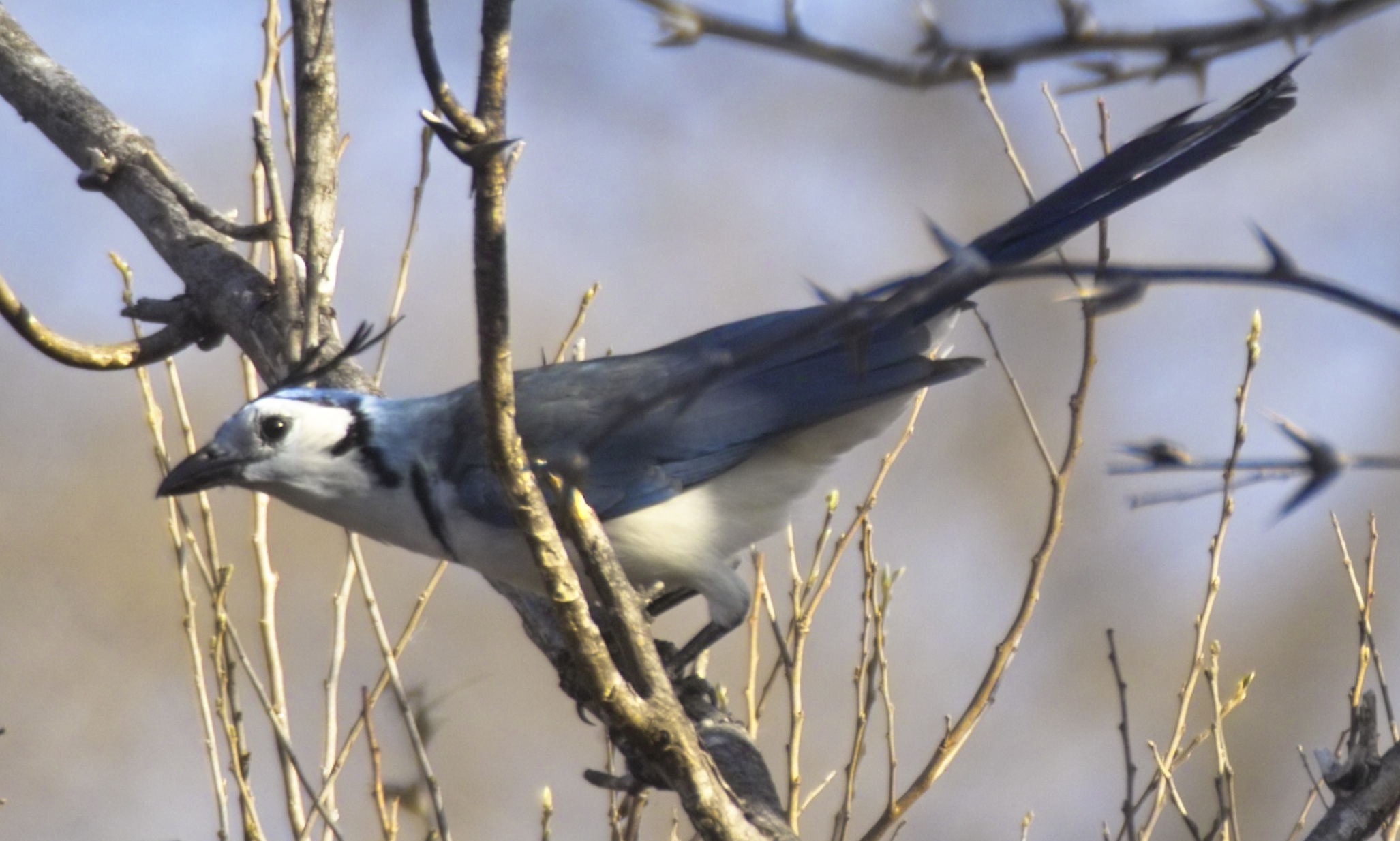
Calocitta formosa.

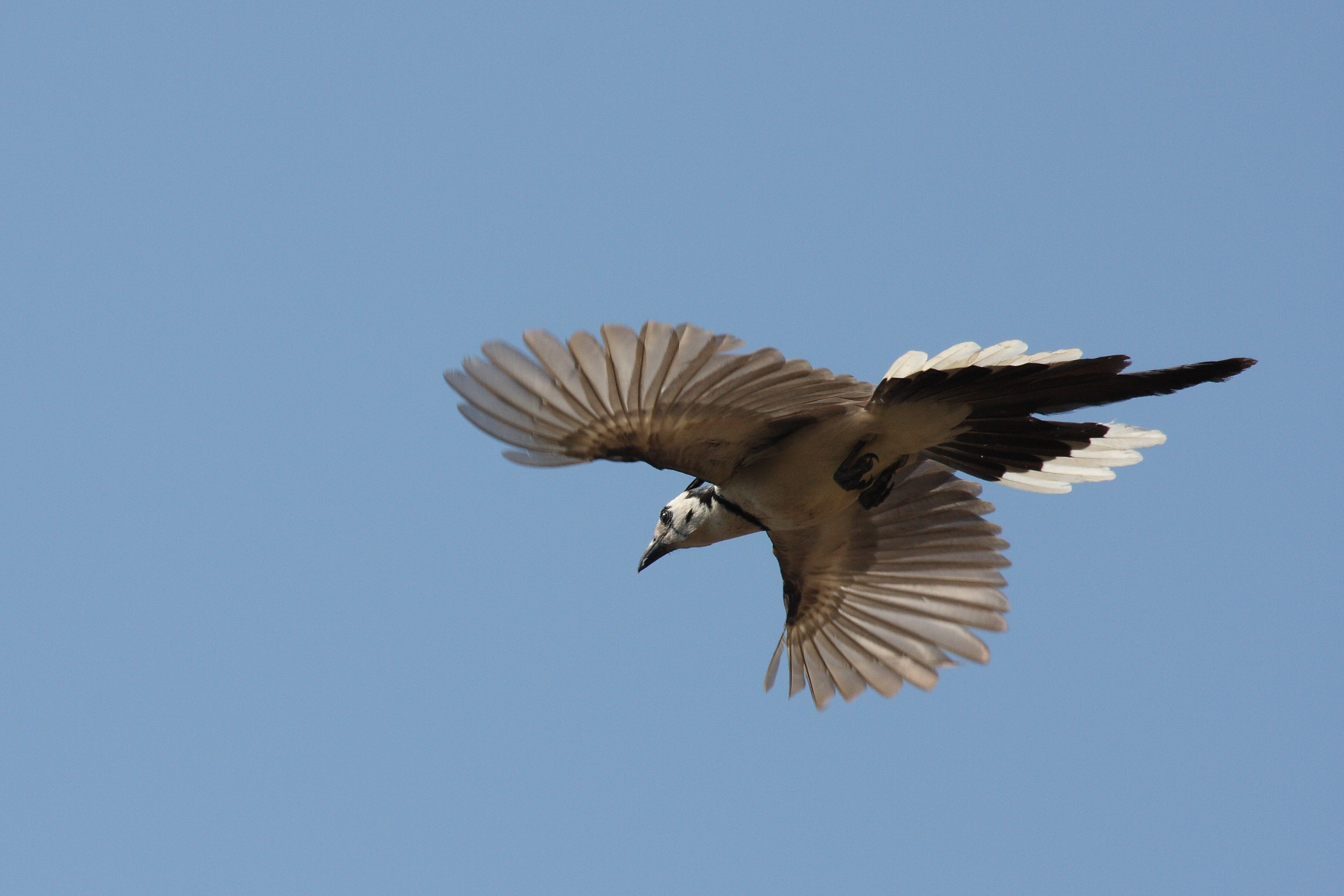
Calocitta formosa en vuelo.

La urraca hermosa cariblanca (Calocitta formosa), también conocida como piapia azul o urraca copetona, es una especie de ave paseriforme de la familia Corvidae propia de América del Norte y Central. 

## Descripción
Es de color blanco en el vientre con azul turquesa en el dorso, las alas y la cola, con algunas líneas negras cerca de la cara. Posee una cola larga y escalonada, el pico y las patas son negros, la cara, pecho y vientre son blancos.
Lo que más destaca es su cresta extravagante de plumas largas enroscadas hacia adelante o hacia atrás. 
En los adultos la frente y las plumas de la cresta pueden variar entre negro y principalmente blanco con las puntas negras. La espalda, la rabadilla y las coberteras supracaudales son azul grisáceo, y se tornan azul celeste más encendido en la coronilla y las alas y azul cobalto en la cola. Las cuatro timoneras más externas muestran la punta blanca ancha. El borde de la coronilla es negro, y continúa como una media luna por detrás de los auriculares hasta el costado del cuello.  Cuentan con una faja pectoral negra, por lo general más angosta, aunque en raras ocasiones llega a cubrir la mayor parte del pecho. La cara y el resto de la región inferior son blancos; en ocasiones muestran un tinte azul en el área malar. El pico y las patas son negras.
Los ejemplares juveniles muestran la cabeza y la región inferior esponjadas y el negro de la cabeza reducido a una media luna detrás de los auriculares. La banda pectoral es débil, la cresta es corta y por encima son más opacos y grisáceos que los adultos.
El adulto mide y pesa en promedio 46 cm y 205 g respectivamente.

## Alimentación
Busca en las bases de las hojas del banano entre el follaje, marañas colgantes y en la hojarasca en busca de los insectos grandes como orugas, cucarachas, larvas de abejón, ranas y lagartijas pequeñas, también huevos y los pichónes de otras aves. Se alimentan también de muchos frutos, incluso los de maíz. Toman el néctar de las flores grandes de “balsa”.

## Comportamiento
Los adultos del grupo defienden territorios de 10 a 12 ha durante todo el año.
Viajan en bandadas bulliciosas y dispersas de cinco a diez individuos. Un grupo consiste en hembras con uno o dos machos y crías menores de dos años. Los machos se dispersan cuando obtienen igual éxito de forrajeo que sus padres (entre trece y dieciocho meses). Las hembras se quedan en el grupo durante toda su vida. Los machos emplean la estrategia de visitar varios grupos e intentar copular con las hembras, las cuales son amistosas. Existe una hembra líder en el grupo, que es asistida por las demás, las que también intentan poner huevos. Cuando la hembra líder muere, una de las otras hembras del grupo hereda su posición.
Regularmente se les ve volando a baja altura, una detrás de otra, con sus largas colas formando una silueta inconfundible.
El vuelo consiste en varios aletazos fuertes y un planeo con las alas extendidas, estando en el suelo se desplazan mediante brincos resortados.
Emite una diversidad de llamados fuertes e impresionantes y la más común es un áspero y rechinante "uraj"!!! .
Acosan en forma ruidosa al “oropopo” y otros depredadores, inclusive a las personas.
Su principal depredador es el mono capuchino carablanca.

## Reproducción
Su nido consiste en una acumulación voluminosa de palitos que sostienen una taza bien terminada de raíces y fibras como alambres, a una altura de 6 a 30 m en un árbol. Ponen 3 o 4 huevos en los meses de febrero a julio de color gris con finas salpicaduras café por todos lados.
Los adultos crían en forma cooperativa (una pareja se reproduce y otros miembros del grupo lo asisten), Las crías son alimentadas por los adultos por 90 días. Es interesante anotar que los grupos hacen nidos entre seis y siete veces antes de tener éxito.
La incubación dura de 16 a 22 días, y los polluelos permanecen en el nido durante 20 a 45 días.

## Hábitat

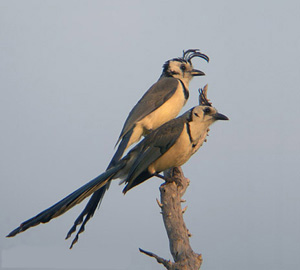
Una pareja de Calocitta formosa.

Frecuentan matorrales espinosos,los árboles en la sabana, arboladas cercanas a las casas y a lo largo de cursos de agua. , y bosques caducifolios y de galería.

## Distribución
Se le encuentra desde el suroeste de México (de Colima y Puebla hacia el sur a través de Chiapas)  hasta el noroeste de Costa Rica.